# Kępiny (województwo lubuskie)
Kępiny – osada śródleśna w Polsce położona w województwie lubuskim, w powiecie krośnieńskim, w gminie Bytnica.
W latach 1975–1998 miejscowość administracyjnie należała do województwa zielonogórskiego.